# Cicle cel·lular
El cicle cel·lular és el procés que segueix tota cèl·lula, especialment en relació als seus processos de divisió i proliferació, així com els punts de control de pas a cada fase del cicle. Tota cèl·lula prové de la divisió d'una altra cèl·lula preexistent (Omnis cellulla e cellulla). Entre una divisió i la següent, la cèl·lula travessa una sèrie d'etapes que formen el seu cicle cel·lular. Tradicionalment es distingia entre un període de repòs o interfase, i un període de divisió cel·lular. Durant la interfase el nucli aparentment no presenta cap activitat, mentre que al període de divisió pateix una sèrie de transformacions fàcilment observables amb el microscopi òptic.
La interfase és en realitat un període de gran activitat cel·lular. La majoria del components cel·lulars es formen contínuament durant la interfase a excepció de l'ADN. La replicació d'ADN té lloc en una fase limitada i concreta de la interfase que rep el nom de fase S (S = síntesi). L'altra fase concreta del cicle cel·lular és la de divisió cel·lular, fàcilment observable al microscopi, i que inclou una divisió nuclear (mitosi) i una divisió citoplasmàtica (citocinesi). Tota la fase de divisió cel·lular rep el nom de fase M (M = mitòtica). Resten dos períodes compresos entre la fase M i el començament de la síntesi d'ADN que rep el nom de G₁ (G = gap, en anglès separació), i el període comprés entre la fi de la síntesi d'ADN i la fase M següent, que rep el nom de G₂.
Així doncs, la interfase està composta per les fases G₁, S i G₂, i normalment representa el 90% del total del cicle cel·lular. A les cèl·lules eucariotes amb divisió cel·lular ràpida, la interfase dura unes 16-24 hores, mentre que la fase M únicament 1 o 2 hores.

## Fases del cicle cel·lular

### Fase G₁
És una fase de creixement que s'inicia immediatament després de la divisió cel·lular. És una etapa d'intensa activitat metabòlica on els gens es transcriuen i es tradueixen per sintetitzar les proteïnes necessàries per al creixement cel·lular. Acostuma a durar aproximadament 11 hores.

### Fase S
Quan la cèl·lula assoleix unes determinades dimensions, s'ha de preparar per a la seva divisió; per això duplica prèviament el seu contingut genètic amb la finalitat que cada cèl·lula filla contingui una còpia idèntica del genoma (conjunt d'ADN de la cèl·lula). Aquesta és una fase de síntesi i replicació de l'ADN i finalitza quan el contingut d'ADN del nucli s'ha duplicat. Té una durada aproximada de 8 hores.

### Fase G₂
En aquesta etapa, preparatòria per a la mitosi, es transcriuen i es tradueixen certs gens responsables de l'aparició de les proteïnes necessàries per a la divisió cel·lular. Té una durada aproximada de 4 hores.

### Fase M
És l'etapa final del cicle, quan les cèl·lules es divideixen i reparteixen equitativament el seu contingut nuclear (mitosi) i citoplasmàtic (citocinesi) entre les dues cèl·lules filla. En primer lloc la cromatina que ha estat duplicada en la fase S es condensa i forma unes estructures -cromosomes- que han d'ésser alineats, separats i desplaçats cap als extrems de la cèl·lula. En segon lloc, el citoplasma s'ha de segmentar de manera que asseguri que cada cèl·lula filla obtingui no solament un conjunt complet de cromosomes, sinó també els elements i orgànuls citoplasmàtics.

### Fase G₀
En alguns casos, a partir de la fase M, la cèl·lula pot entrar en una fase G₀ durant la qual experimenta tota una sèrie de transformacions que porten a la diferenciació cel·lular, de manera que la cèl·lula s'especialitza i únicament utilitza una part del seu genoma. En algunes cèl·lules molt especialitzades la diferenciació cel·lular no permet que es tornin a dividir; en altres cèl·lules poden passar de G₀ a G₁ i dividir-se en ser correctament estimulades.